# 図書館戦争 (実写作品)

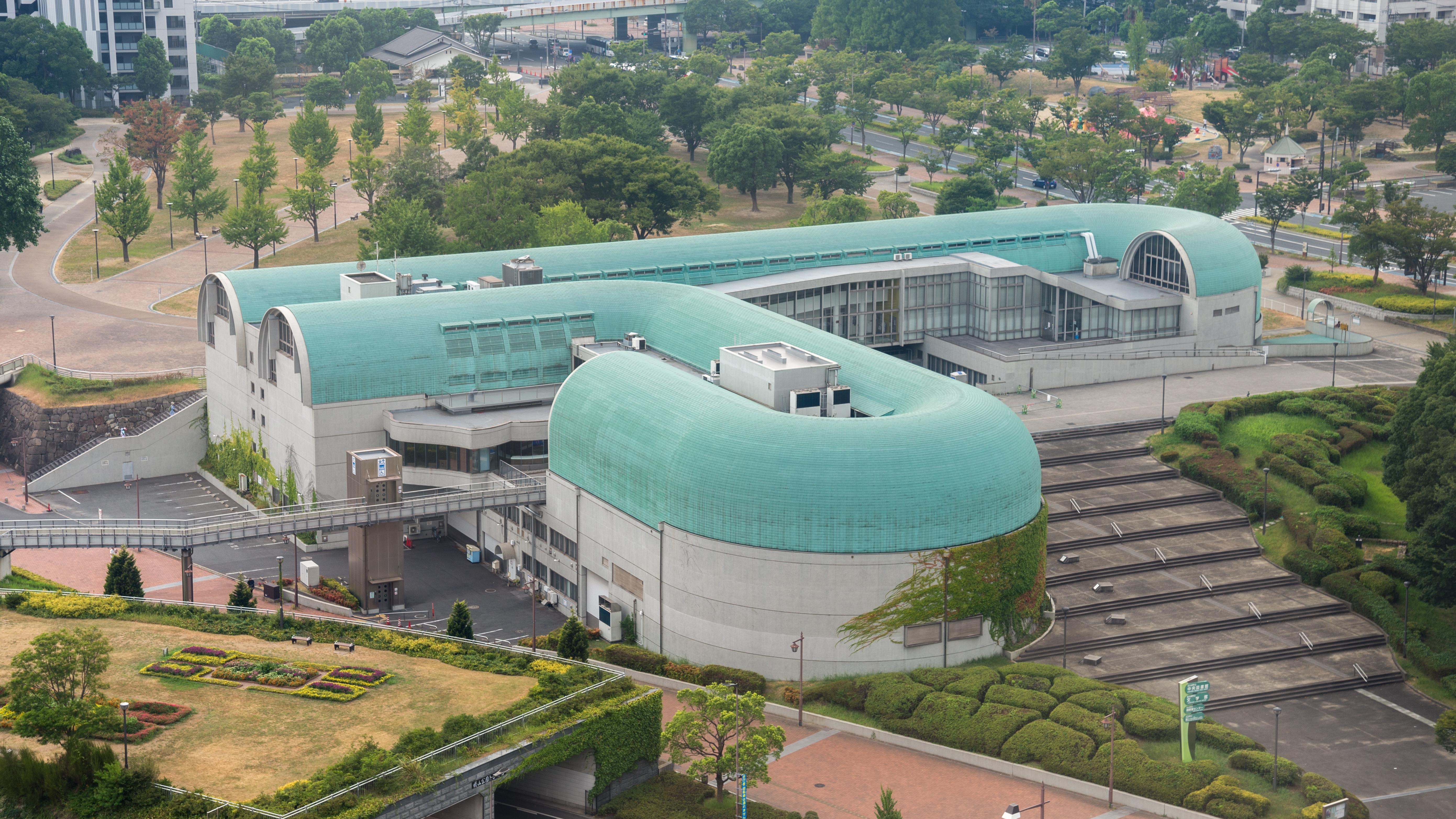
北九州市立中央図書館（武蔵野第一図書館外観のメインロケ地）

『図書館戦争』（としょかんせんそう）は、有川浩の小説『図書館戦争』を原作とする日本の映画・単発ドラマ。
全3部作で、2013年に第1作の映画『図書館戦争』（としょかんせんそう）が公開され、2015年に第2作の単発ドラマ『図書館戦争 ブック・オブ・メモリーズ』（としょかんせんそう ブック・オブ・メモリーズ）、第3作の映画『図書館戦争-THE LAST MISSION-』（としょかんせんそう ザ・ラスト・ミッション）が公開・放送された。監督はいずれも佐藤信介、脚本は野木亜紀子、主演は岡田准一と榮倉奈々。
悪影響を与えるメディアへの取り締まりが法制化され、元号も昭和から平成ではなく「正化」（せいか）になったと設定された架空の日本の2019年以降を背景に、武力行使も辞さない強引な検閲に対抗して本の自由を守るため、図書館法に沿って設立された図書館の自衛組織・「図書隊」を舞台とする。その中でも新米隊員・笠原郁と鬼教官・堂上篤を中心に、図書特殊部隊（としょとくしゅぶたい、ライブラリー・タスクフォース）の奮闘と恋愛模様を描く。

## キャスト
ダブル主演を務める堂上役の岡田と郁役の榮倉は、かつて文芸誌『ダ・ヴィンチ』で企画された「読者が選ぶ誌上キャスティング」において、圧倒的な投票数で第1位となったコンビである。ただ、プロデューサーの辻本珠子は同誌の結果を知らずに2人にオファーしたという。また、柴崎役の栗山千明は有川による執筆当時からのイメージモデルでもある。
なお、関東図書基地司令の仁科巌は実写映画版におけるオリジナルキャラクターである。実写版の設定では原作小説において基地司令を務める稲嶺和市が正化11年の「日野の悪夢」によって死去し、彼の遺志を継ぐ者となるのが仁科とされている。これは、かねてより稲嶺のイメージ像とされていた児玉清の死去を受け、有川の希望によって計らわれた。
また、映画第2作にはテレビアニメ版で手塚光を演じた声優・鈴木達央がオファーを受けて出演し、実写版の手塚役・福士蒼汰と共演した。
メインキャスト
- 堂上篤（主人公・図書特殊部隊堂上班班長） - 岡田准一
- 笠原郁（もう一人の主人公・図書特殊部隊所属） - 榮倉奈々
- 小牧幹久（図書特殊部隊所属） - 田中圭
- 手塚光（図書特殊部隊所属） - 福士蒼汰
- 折口マキ（週刊誌『新世相』記者） - 西田尚美
- 玄田竜助（図書特殊部隊隊長） - 橋本じゅん
- 尾井谷元（良化特務機関隊長・一等良化特務正） - 相島一之
- 柴崎麻子（業務部および諜報部所属） - 栗山千明（特別出演）
- 仁科巌（関東図書基地司令） - 石坂浩二

その他キャスト
- 緒形明也（図書特殊部隊副隊長） - テイ龍進
- 進藤（図書特殊部隊所属） - 波岡一喜
- 板垣信介（週刊誌『新世相』記者） - 阿部丈二
- 増田修一朗、松本若菜、井坂俊哉、生島勇輝、春日井静奈、やべけんじ、相澤一成 ほか

映画第1作
- 武山健次（メディア良化法賛同団体幹部） - 鈴木一真
- 落合モトキ
- 井坂俊哉
- 工藤俊作
- 野辺山宗八 - 草薙良一
- 俊藤光利
- 長井 - 井出卓也
- 明石 - 前野朋哉
- 黒石高大
- 坂田清光 ‐ 国枝量平
- 岸田タツヤ

テレビドラマ - 映画第2作
- 中澤毬江（小牧幹久の幼なじみ） - 土屋太鳳
- 朝比奈修二（文学館職員） - 中村蒼
- 笠原克弘（郁の父） - 中原丈雄
- 笠原寿子（郁の母） - 相築あきこ
- 手塚慧（文部科学省内研究会「未来企画」代表、手塚光の兄） - 松坂桃李
- 毬江の母親 - 古村比呂
- 図書隊隊員 - 鈴木達央
- 査問員（白石・赤田） - 手塚とおる、デビット伊東
- 二階堂智、螢雪次朗 ほか

## 映画第1作
シリーズ第1作目『図書館戦争』は、防衛省・陸上自衛隊・航空自衛隊の全面協力を受けて実写映画化された。最終興行収入は17.2億円。

### あらすじ
原作小説と同じく作中の正化31年、関東図書隊員・笠原郁は図書特殊部隊に初の女性隊員として抜擢され、教官である堂上篤の部隊に配属され厳しい訓練と図書館業務をこなす日々を送る。彼女が「王子様」と慕い憧れる、高校生の時に大切な本を良化隊員に奪われそうになったのを助けてくれた図書隊員の正体は実は篤であり、郁はそれを知らないまま彼の厳しさに反発するが、自分の未熟さをかばい指導する彼に対し次第に尊敬の念を抱いてゆく。
そんな中、部隊員としての初陣を柔軟な判断力を発揮して何とか終えた郁は、自分を見下していたはずの優秀な同僚・手塚光に突然交際を申し込まれ戸惑う。しかし間もなく、検閲に関する重要資料を有する小田原の情報歴史図書館主が死去し、資料を受け継ぐことになった関東図書隊は良化隊の激しい攻撃を避ける争いに巻き込まれてゆく。
だが他の仲間が前線に立つ中、郁は能力を鑑みて外され、館主の葬儀に出席する図書隊司令・仁科巌の護衛に回される。郁は屈辱的な思いを抱えつつ任務を全うしようとするが、葬儀の席に潜んだ良化隊賛同者たちにより仁科とともに誘拐される。郁の機転などにより監禁場所を探し当てた篤ら図書隊員たちは救出に向かい、激しい戦闘の末に救いだす。篤に対する強い尊敬の思いを自覚した郁は、光とは結局交際しないこととなるが、ある日篤に励まされ頭を撫でられたときに「王子様」の正体が彼ではないのかと気付く。

### 製作
アニメ版でもモチーフとなっている自衛隊入間基地の他、熊谷基地や全国各地の図書館で激しいアクションシーンを含む撮影が行われ、作品公式Twitter（外部リンク参照）によってその様子がレポートされた。作品の理念を受け、通常立ち入ることのできない自衛隊訓練場や隊舎、司令室などでの撮影許可が下り、協力基地の自衛官も作中に登場している。全編における銃撃戦の発砲音数は5000発以上に上った。

### ロケ地
地域フィルム・コミッションほかの協力により、以下の日本各地の図書館や公共施設、自衛隊基地などを利用してロケが行われた。北九州市立中央図書館では、映画公開を記念した展示イベントなども行われた。
- 十日町情報館 - 武蔵野第一図書館1階、2階[14]
- 水戸市立西部図書館 - 武蔵野第一図書館1階[15]
- 北九州市立中央図書館 - 武蔵野第一図書館・関東図書基地外観、1階、3階会議室[16]
- 山梨県立図書館（旧館） - 日野図書館
- 山梨県立図書館（現館） - 武蔵野第一図書館地下書庫
- 北九州市立美術館 - 小田原・情報歴史図書館[16]
- 入間基地 - 武蔵野第一図書館・関東図書基地屋外
- 熊谷基地 - 武蔵野第一図書館・関東図書基地屋外、司令室、大会議室、食堂
- 茨城県民の森 - 野営訓練地[15]
- 旧・みつかいどうプラザ - 賛同団体のアジト[15]

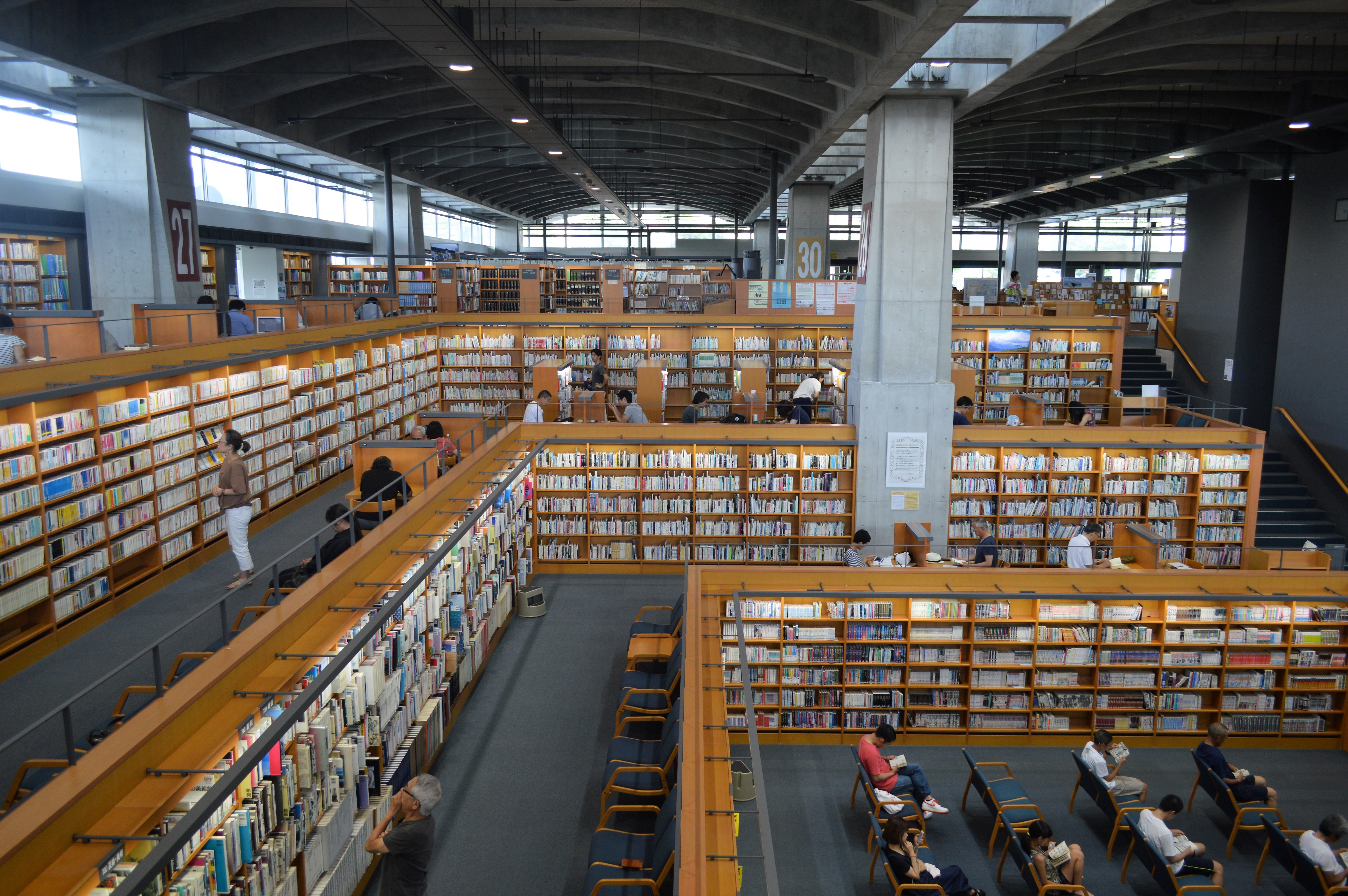
十日町情報館の館内
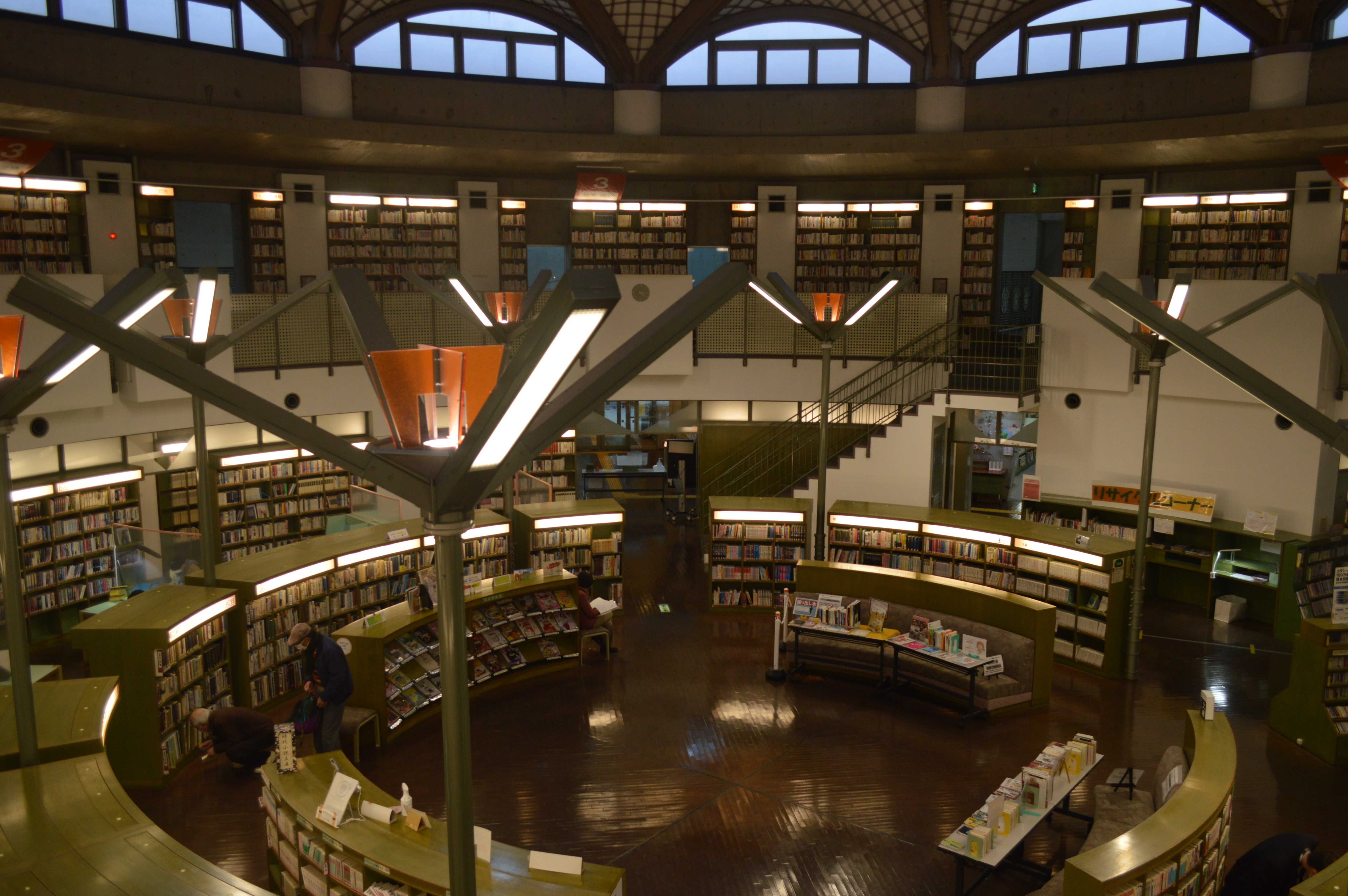
水戸市立西部図書館の館内
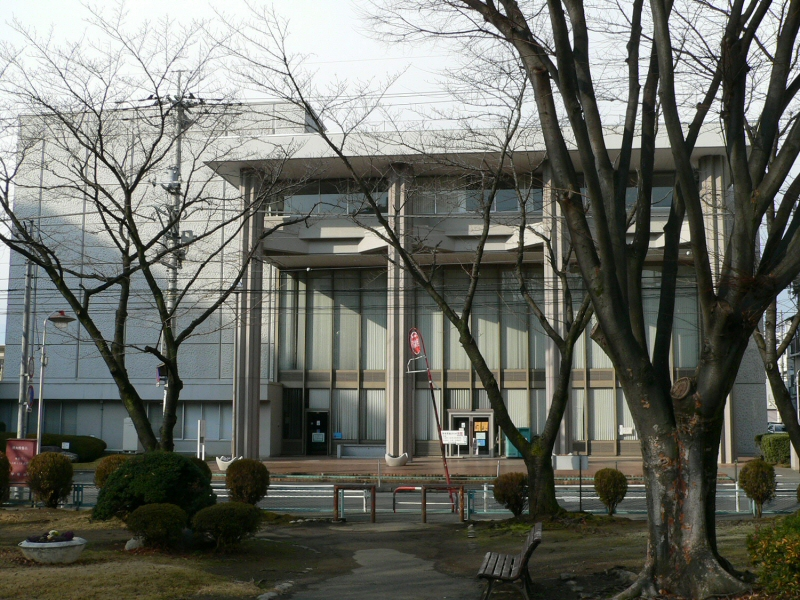
山梨県立図書館（旧館）
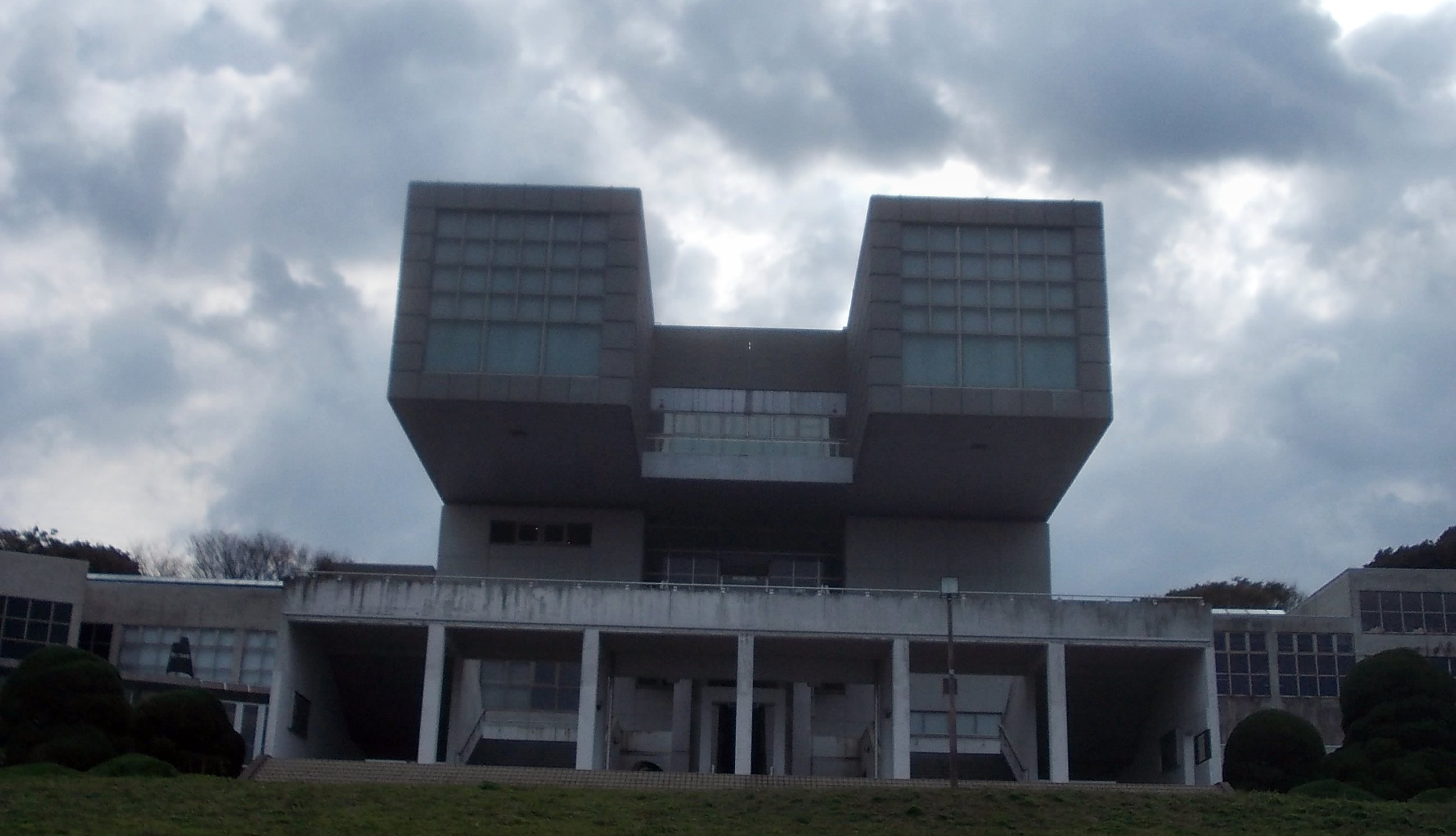
北九州市立美術館

### スタッフ
- 原作 - 有川浩 『図書館戦争』（角川文庫刊）[6]
- 監督 - 佐藤信介[6]
- 脚本 - 野木亜紀子[6]
- 音楽 - 髙見優[6]
- エグゼクティブプロデューサー - 濱名一哉[6]
- スーパーバイジングプロデューサー - 那須田淳[6]
- プロデューサー - 辻本珠子[6]
- 共同プロデューサー - 厨子健介[6]、吉田浩二[6]
- 音楽プロデューサー - 志田博英[6]
- 撮影監督 - 河津太郎[6]
- 美術 - 斎藤岩男[6]
- 録音 - 横野一氏工[6]
- サウンドデザイナー - Steven Tichnor
- Supervising Sound Editor - 谷口広紀
- Co-Supervising Sound Editor - Takako Ishikawa
- 装飾 - 松田三畝[6]
- スクリプター - 田口良子[6]
- 編集 - 今井剛[8]
- VFXスーパーバイザー - 神谷誠[6]
- VFX - ピクチャーエレメント、マリンポスト、Motor/lieZ
- ガファー - 中野創平[6]
- アクション監督 - 下村勇二[6]
- 操演 - 関山和昭[6]
- ガンエフェクト - 納富貴久男
- 衣装 - 宮本まさ江
- ヘア・メイク - 本田真理子[6]
- キャスティング - 北田由利子[6]
- 助監督 - 李相國[6]
- 制作担当 - 高瀬大樹
- ラインプロデューサー - 田口生己[6]
- 撮影協力 - 防衛省、陸上自衛隊、航空自衛隊
- 配給 - 東宝[8]
- 制作プロダクション - セディックインターナショナル[8]
- 製作 - “Library Wars” Movie Project（TBSテレビ、角川書店、東宝、ジェイ・ストーム、セディックインターナショナル、中部日本放送、WOWOW、毎日新聞社、毎日放送、北海道放送）[8]

### 封切り
2013年4月27日からTOHOシネマズスカラ座他全国311スクリーンで公開され、3日間の観客動員数は25万7,158人、興行収入3億3千万円を超え、作品の満足度98.2％という高数値を記録した。

### 海外映画祭
ロサンゼルスで開催されている「LA EigaFest 2013」にて招待作品として上映された。

## テレビドラマ
映画版第2作『THE LAST MISSION』が2015年10月10日に公開されるのに合わせ、TBS系にて、同年10月4日21時00分 - 22時48分（JST、以下略）に実写映画『図書館戦争』がテレビ特別編集版で地上波初放送されたのに続けて、テレビドラマスペシャル『図書館戦争 ブック・オブ・メモリーズ』が同年10月5日、ドラマ特別企画として月曜21時00分 - 22時54分で放送された。
新たなキャストは松坂桃李、中村蒼、土屋太鳳などで、『THE LAST MISSION』にもつづけて出演する。なお本作では劇中作の小説『レインツリーの国』のタイトルが『ネムノキに降る雨』とされた。
ドラマ版の撮影は2015年6月19日、『THE LAST MISSION』とともに、クランクアップ。

### あらすじ（テレビドラマ）
「王子様」本人の前で恥ずかしいふるまいをしていたとの疑念から篤に対してぎこちなくなる郁は、両親の突然の訪問で彼らに秘密にしていた戦闘職への配属が発覚し、この仕事に反対する母親と諍いを起こすなど悩まされる。同じ頃、教官・小牧幹久は幼なじみで聴覚障害を持つ中澤毬江に聴覚障害者を主人公とした恋愛小説『ネムノキに降る雨』を薦める。
しかしその行為は毬江の周囲に「かわいそう」な「未成年の障害者を虐待する行為」と受け止められ、幹久は良化隊に逮捕される。幹久の行為に問題はないと判断するものの、未成年の毬江を彼の救出のために巻き込めないと判断する篤ら上官たちに対し、毬江が幹久に恋をしていると知る郁らは「女心が分からない」と反発、事態を毬江に伝える。彼を救いたいと願う毬江の申し出に、隊長の玄田竜助は、毬江を名誉棄損で訴え注目を集めた上、旧知の雑誌記者・折口マキの協力を得て毬江に記者会見を開かせ真実を語らせるという作戦を立てる。当日、良化隊側は会場を閉鎖させようとするが、密かに諜報部に属する業務部員・柴崎麻子は自分に接近する朝比奈修二がスパイであることを見抜いて偽の情報を流し敵を撹乱、会見は無事開かれる。そこで毬江は、中途失聴に絶望していた自分に光を与えたのが幹久であったこと、障害者の主人公が愛する人と結ばれる小説を楽しんで読んだこと、それを非難することこそ差別だと訴える。
会見後、1週間に渡る拷問に等しい取り調べに耐えた幹久は図書隊に救い出され、毬江と無事を喜び合う。後日、篤の配慮で母親と一定の和解を果たした郁は、再び篤に頭を撫でられ、今度こそ彼が「王子様」であると確信してしまう。一方、今回の事件を裏で操る光の兄で文部科学省の「未来企画」リーダー・手塚慧は、次のターゲットを郁に定める。

### スタッフ（テレビドラマ）
- 原作 - 有川浩『図書館戦争』シリーズ（角川文庫刊）[21]
- 脚本 - 野木亜紀子[21]
- 監督 - 佐藤信介[21]
- 音楽 - 髙見優[21]
- 企画 - 那須田淳[21]、平野隆[21]
- プロデューサー - 辻本珠子
- 制作担当：高瀬大樹
- 撮影協力 - 防衛省、陸上自衛隊、航空自衛隊
- プロダクション協力 - セディックインターナショナル
- 製作・著作 - TBSテレビ

## 映画第2作
上記作の続編となる『図書館戦争-THE LAST MISSION-』（としょかんせんそう ザ・ラスト・ミッション）が2015年10月10日より公開。
邦画史上初めて、「ドルビーサラウンド7.1」が採用された。

### あらすじ（映画第2作）
正化33年、郁は篤に気持ちを伝えられないまま日々戦闘と訓練に励む。だが、手塚慧の策略により、図書隊の存在意義に疑問を抱き館内書籍を焚書した「未来企画」シンパ隊員に嵌められ共謀を疑われた郁は、査問委員会にかけられ窮地に追い込まれる。慧はここで郁を食事に誘い「未来企画」の意義を説明する。それは戦闘が過激化するほど検閲も厳しくなる現状の矛盾を突き、図書館を良化隊と対等な文科省傘下にするものである。だが反面、検閲に直接対抗できる戦闘職を手放すというもので当面の検閲は受け入れることになり、篤に薫陶された郁は賛成しない。慧は郁に対し図書隊を辞め未来企画に入るよう光を説得すれば査問を中止させるという。しかし郁は断り、彼女を探しその場に踏み込んできた篤に連れられて帰る。
査問は中止され郁らは安心するが、慧の暗躍は続く。ある日、茨城県近代美術館で開かれる表現の自由をテーマとした展覧会に、今や自由の象徴となった世界に1冊の希少本『図書館法規要覧』を貸出することになり、会場警備と極秘の輸送をタスクフォースが担う。しかし一時保管場所となった茨城県の図書館は、未来企画に洗脳された館長のもとで検閲を受け入れ戦闘を禁じておりこの要覧所有権を良化隊に譲り渡す。要覧を奪うため良化隊は数百の戦闘員を送りこみ激しい攻撃を仕掛け、郁の怒りと果敢に戦うタスクに心打たれた茨城の戦闘員も救援に加わるものの、次第に追いつめられてゆく。この戦闘は慧が仕掛けたタスク壊滅作戦であり、最終目的達成のために良化委員会と交渉する彼の元に、仁科巌司令が現れ、自らの辞任と引き換えに戦闘中止を持ちかける。検閲が蔓延した原因である報道被害や人を傷つける表現と国民の無関心、図書隊存在意義を無意味と説く慧に対し、それでも世界には守る価値があると仁科は反論する。
やがて完全に追い詰められたタスク一同は、最後の作戦として篤と郁の2名に、美術館まで直接要覧を届ける役目を託す。封鎖された市街地を抜け良化隊の攻撃を受けた篤は郁を守って重傷を負う。郁は篤に一人で要覧を届けるよう命じられ、思わず彼の唇を奪い思いを告げる。追われながら美術館玄関に走る郁への発砲を狙う良化隊に、突然光が浴びせられる。それは玄関前で郁を囲むように迎え入れた県知事らと、報道陣による大量のカメラのフラッシュであった。展覧会で要覧は無事展示され、タスクの活躍も紹介される。後日、怪我から回復した篤は、郁を捕まえ、以前に話したカミツレのお茶を出す店に自分を連れていくよう言い、事実上デートの誘いをする。慧は未来企画を解散して久しぶりに光と会い、兄への憎しみを越えて人を信じるという彼と対話する。仁科が図書隊を去る姿と、エンドロール後カミツレティーの並ぶテーブルを映して映画は終了する。

### 製作（映画第2作）
2014年12月4日に、メインキャスト陣、監督、脚本、音楽は同一チームで継続すると発表された。また続編の企画は前作の企画段階から視野に入っており、上映後のファンからの続編希望も受けて制作が決まった。2014年12月中旬にクランクインし、2015年6月19日にスペシャルドラマ『図書館戦争 BOOK OF MEMORIES』とともに、クランクアップした。

### ロケ地（映画第2作）
映画第1作のロケ地が武蔵野第一図書館として引き続き使用されたほか、宮城県図書館が主要な戦闘場面となる茨城県の図書館としてロケに使用された。同図書館でのロケは冬季恒例の図書点検期間にあたる2015年1月22日から2月4日の休館中に、職員通路などを含む館内や広場で行われた。
公開にあたり、同図書館では『特別展「図書館の自由に関する宣言」』と題したイベントで本作の主題である図書館の自由に関する宣言関連展示とともに映画関係の展示、撮影場所をめぐる館内ツアー、キャストによる凱旋イベントが行われ、同館に対し本作の映画フィルムが寄贈された。また、館内の「地形広場」を、映画にちなむ新名称として主演の岡田が「カミツレ広場」と命名した。
シリーズ一貫して館内ロケが行われ、重要なシーンがいくつか撮影された十日町情報館には、本作ロケ終了後、撮影に使用した「図書館の自由に関する宣言」パネルが寄贈された。
- 十日町情報館 - 武蔵野第一図書館
- 水戸市立西部図書館 - 武蔵野第一図書館
- 北九州市立中央図書館 - 武蔵野第一図書館・関東図書基地外観
- 入間基地 - 武蔵野第一図書館・関東図書基地査問室
- 熊谷基地 - 武蔵野第一図書館・関東図書基地屋外、司令室、大会議室、食堂
- 山梨県立図書館（現館） - 武蔵野第一図書館地下書庫
- 宮城県図書館 - 水戸図書館[26]
- 茨城県近代美術館 - 茨城県近代美術館
- JPタワーホール - 「未来企画」のセミナー会場

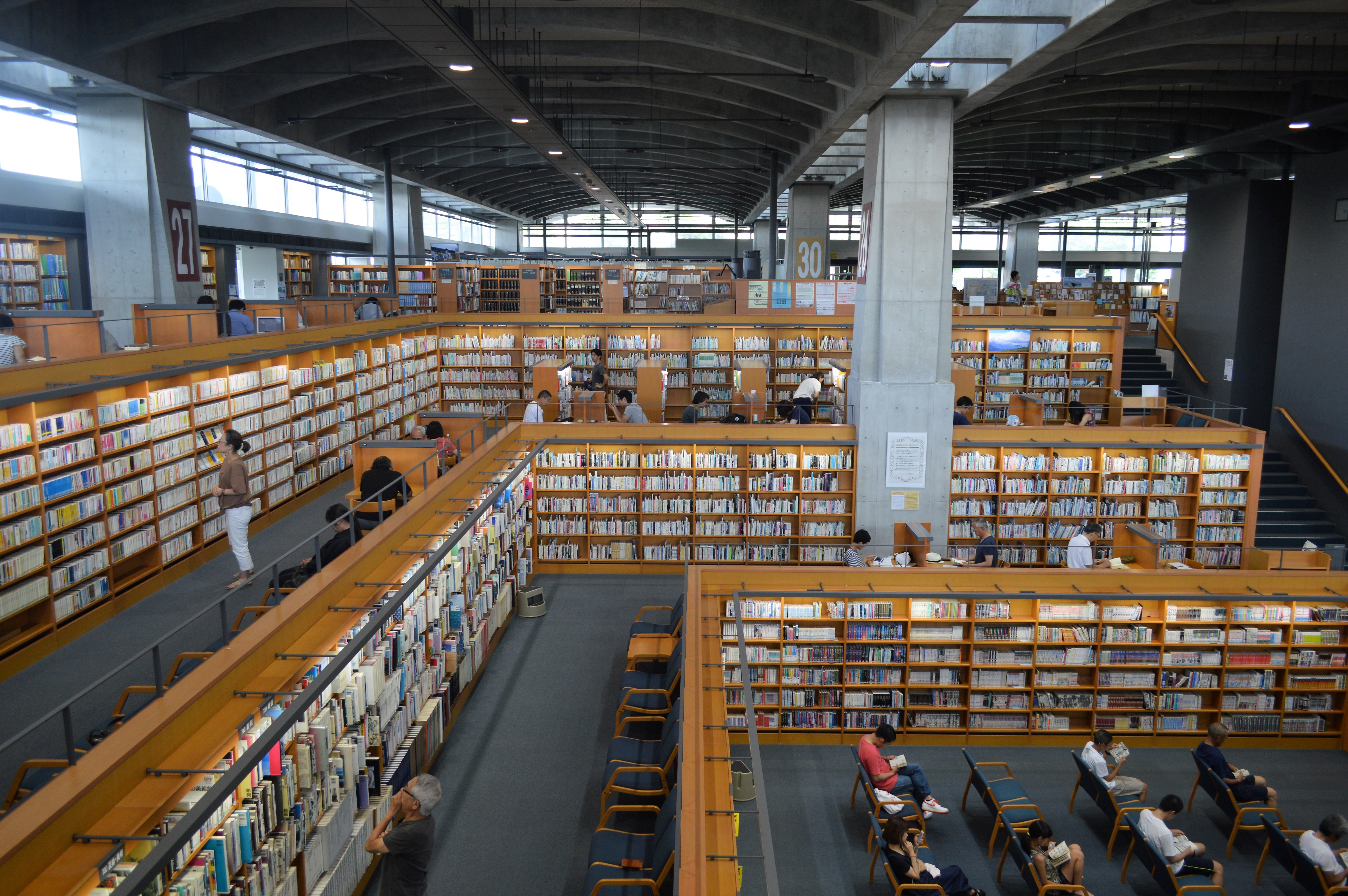
十日町情報館の館内
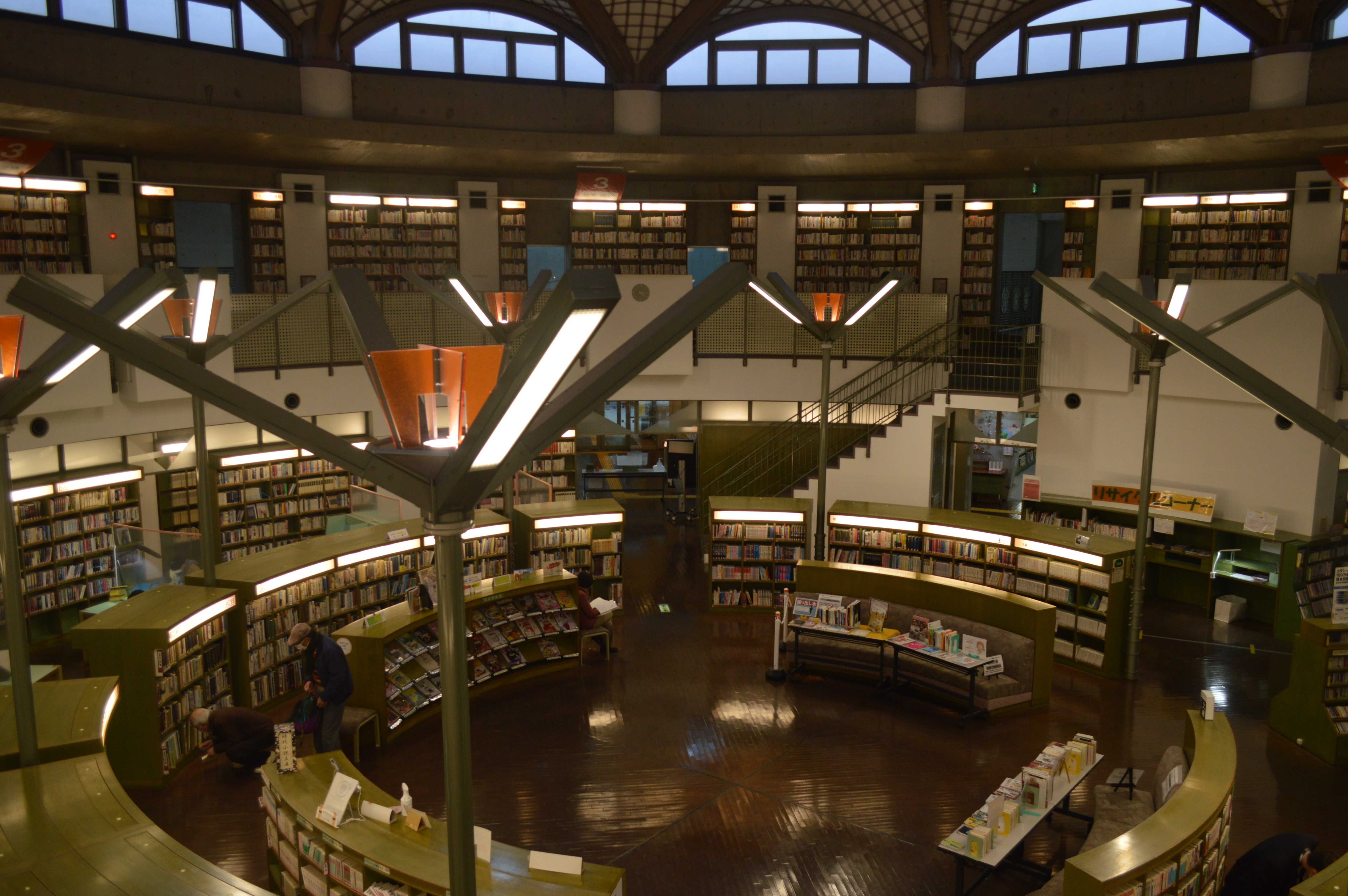
水戸市立西部図書館の館内
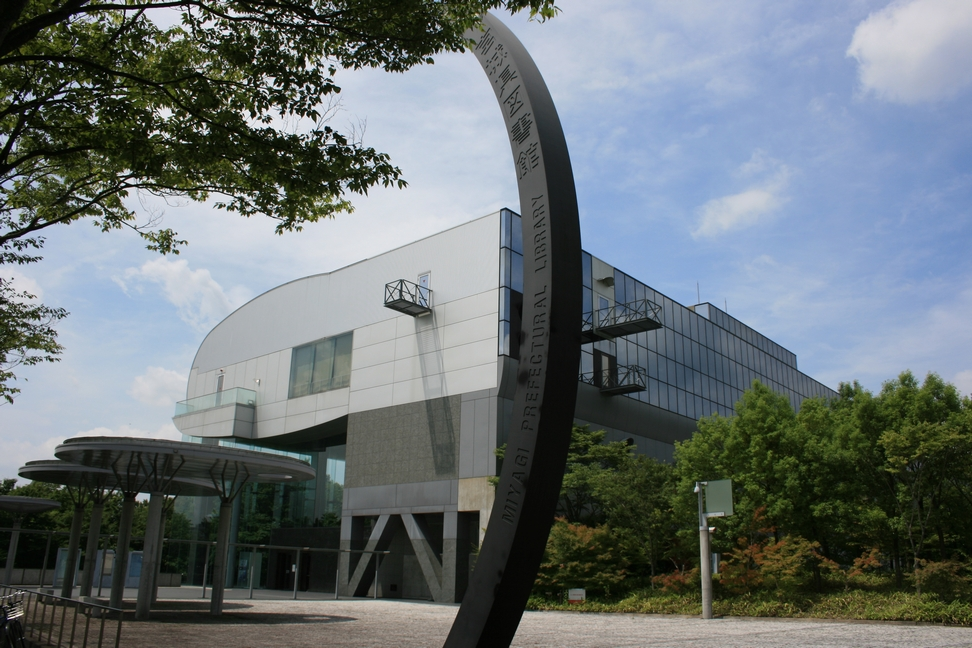
宮城県図書館
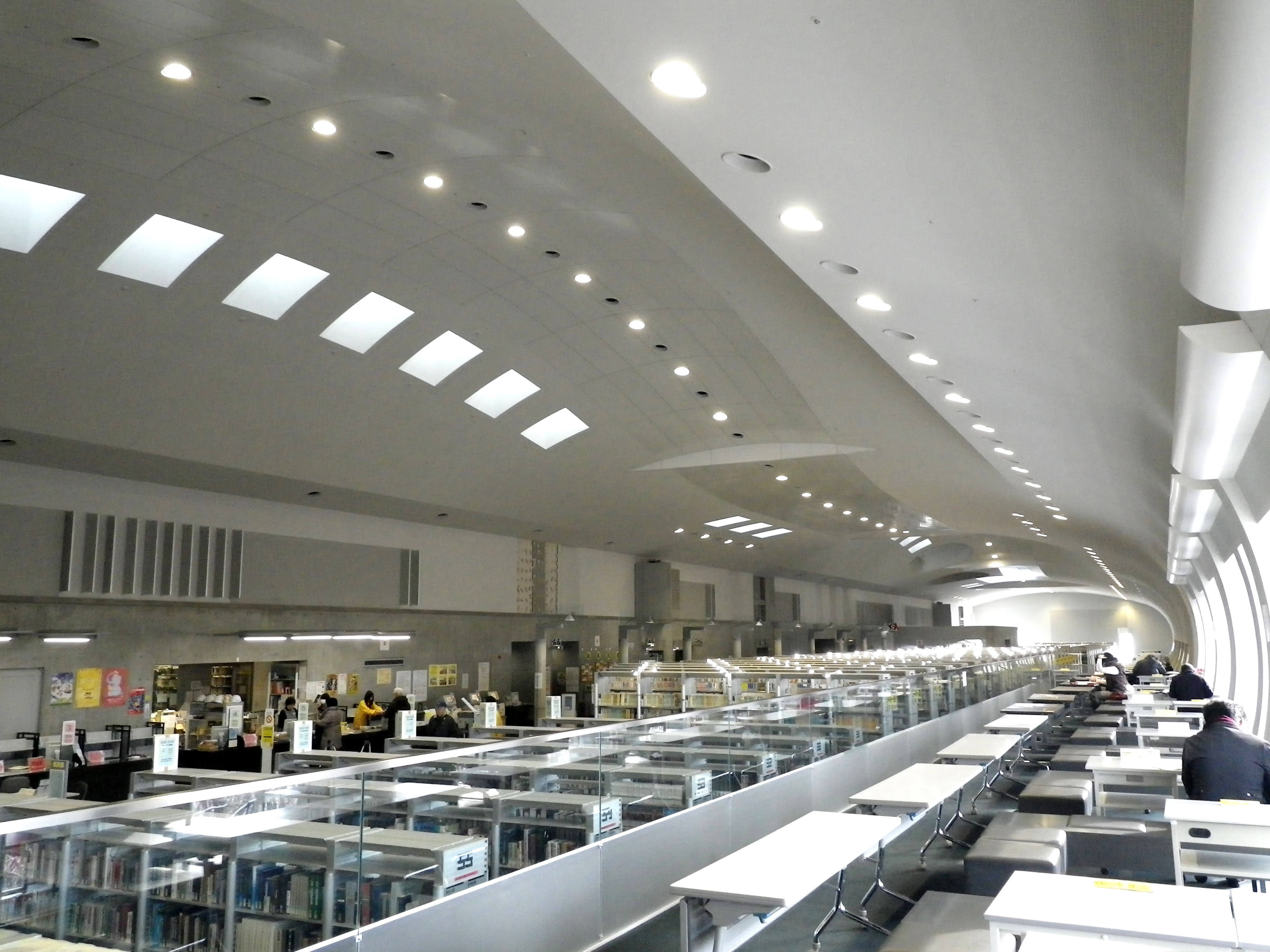
宮城県図書館の館内
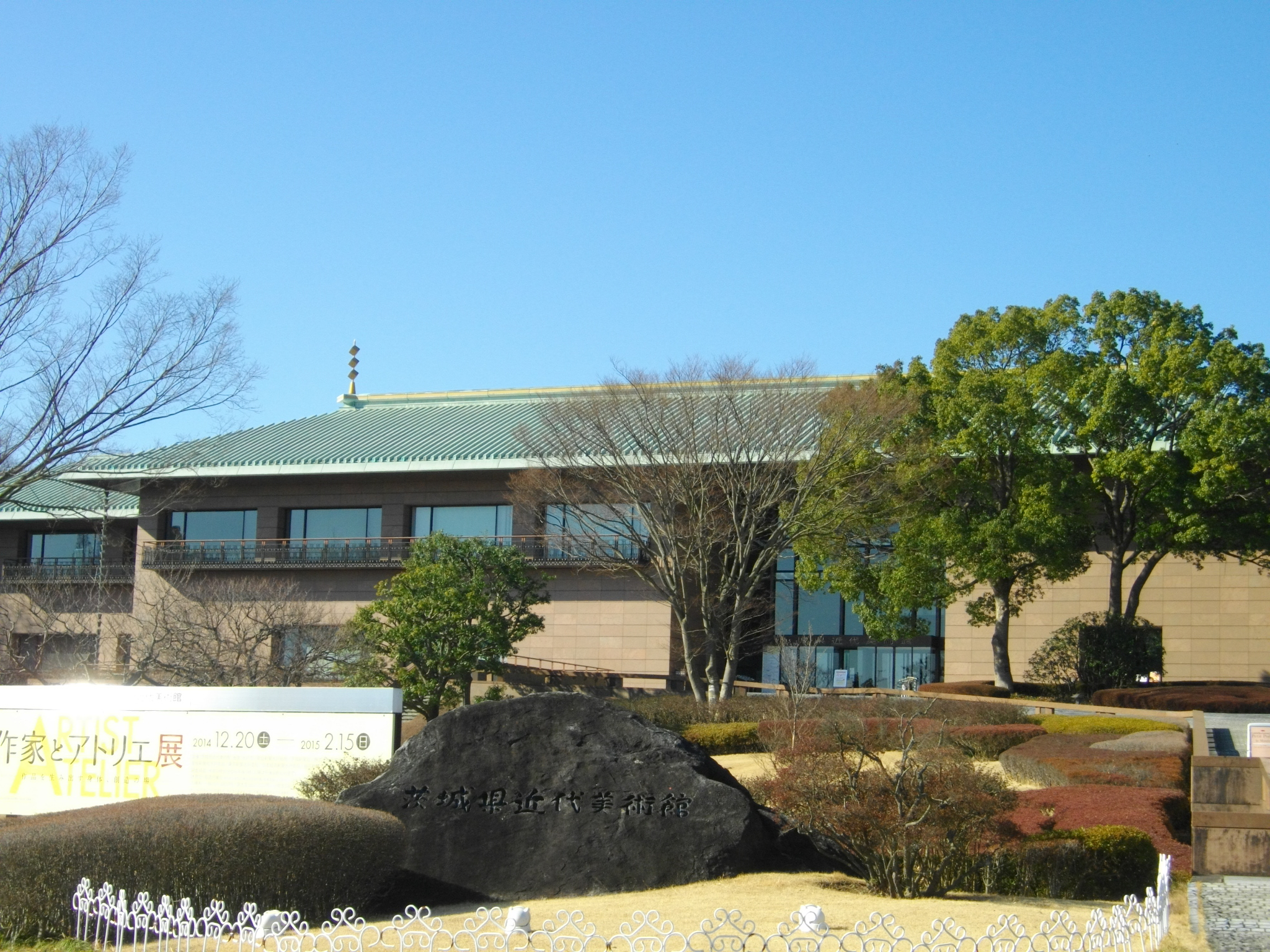
茨城県近代美術館

### スタッフ（映画第2作）
- 原作 - 有川浩[7]
- 監督 - 佐藤信介[7]
- 脚本 - 野木亜紀子[7]
- 音楽 - 高見優[7]
- エグゼクティブプロデューサー - 平野隆[7]
- プロデューサー - 辻本珠子[7]
- アソシエイトプロデューサー - 大脇拓郎[7]、渡辺信也[7]、辻有一[7]
- 共同プロデューサー - 田口生己[7]、吉田浩二[7]、厨子健介[7]
- 企画協力 - 那須田淳[7]
- 撮影監督 - 河津太郎[7]
- 撮影 - 田中悟[7]
- 美術 - 斎藤岩男[7]
- 衣装デザイン - 宮本まさ江[7]
- 編集 - 今井剛[7]
- キャスティング - 安生泰子[7]
- 音楽プロデューサー - 志田博英[7]
- VFXスーパーバイザー - 神谷誠[7]、ツジノミナミ[7]
- アクション監督 - 下村勇二[7]
- ガンエフェクト - 納富貴久男[7]
- サウンドデザイナー - 谷口広紀[7]
- スクリプター - 湯澤ゆき[7]
- ヘアメイク - 本田真理子[7]
- 軍事指導 - 越康広	[7]
- 操演 - 関山和昭
- 装飾 - 石上淳一[7]
- 録音 - 横野一氏工[7]
- 助監督 - 李相國[7]
- 制作担当：高瀬大樹
- ガファー - 中野創平[7]
- テクニカルプロデューサー - 大屋哲男[7]
- 制作プロダクション - セディックインターナショナル
- 撮影協力 - 防衛省、陸上自衛隊、航空自衛隊
- 配給 - 東宝[22]
- 製作 - “Library Wars-LM-”Movie Project[22]（TBSテレビ、KADOKAWA、東宝、ジェイ・ストーム、CBCテレビ、毎日放送、WOWOW、朝日新聞社、北海道放送）

### 封切り（映画第2作）
日本全国323スクリーンで公開され、公開初週土日2日間の全国映画動員ランキング（興行通信社調べ）では初登場1位となった。同期間の動員24万6,395人、興行収入3億2,946万2,700円で、前作の初日データに比べで動員150.1％、興収152％の伸びを記録した。観客は男女比15対85、16 - 19歳が32.3％、20代が27.8％で、鑑賞の動機（複数回答可）に続編であること、原作小説やキャストのファンであることが上位に挙げられた。
翌週の10月17日・18日の同ランキングでも1位となった。

## 関連商品

### Blu-ray / DVD
図書館戦争 スタンダード・エディション
第1作のソフトは2013年11月13日発売。発売・販売元はKADOKAWA。全商品に初回限定特典としてキャラクターしおりセットを封入。
1枚組、Blu-rayとDVDでリリース。
映像特典に加え、音声特典は視覚障がい者用ガイド付き音声、オーディオ・コメンタリー（原作：有川浩×監督：佐藤信介）。
図書館戦争 プレミアムBOX（4枚組）
ディスク1：本編Blu-ray（スタンダード・エディションと同様）
ディスク2：本編DVD（スタンダード・エディションと同様）
ディスク3：特典DVD1 - ビジュアル・コメンタリー（岡田准一×榮倉奈々×監督：佐藤信介）
ディスク4：特典DVD2 - 未公開シーンやメイキング、映画特番を再編集したスタッフ・キャスト対談など。
封入特典は非売品プレスブック、アクションシーン画コンテ台本で特製アウターケース付きデジパック仕様。
『図書館戦争 BOOK OF MEMORIES』DVD&Blu-ray
いずれも2015年10月14日発売、製作著作・発売元：TBS、販売元：KADOKAWA。
本編100分（ディレクターズ・カット版）＋特典映像30分（メイキング・『王様のブランチ』完全版）。